# Siemens Venture
Siemens Venture es un tipo de vagón de pasajeros construido por Siemens Mobility para el mercado norteamericano. Los vagones se derivan de los Siemens Viaggio Comfort utilizados en Europa, con adaptaciones para las operaciones en América del Norte. Los vagones entraron en servicio con Brightline en 2018 y con Amtrak Midwest en 2022. 

## Historia
El Venture empezó de 2014, cuando All Aboard Florida compró cinco trenes para su nuevo servicio Brightline junto con diez locomotoras diesel-eléctricas Siemens Charger SCB-40. Fueron construidos en la fábrica de Siemens en Florin, California a partir de julio de 2015. El primer tren se completó en diciembre de 2016. Las operaciones públicas comenzaron el 13 de enero de 2018.

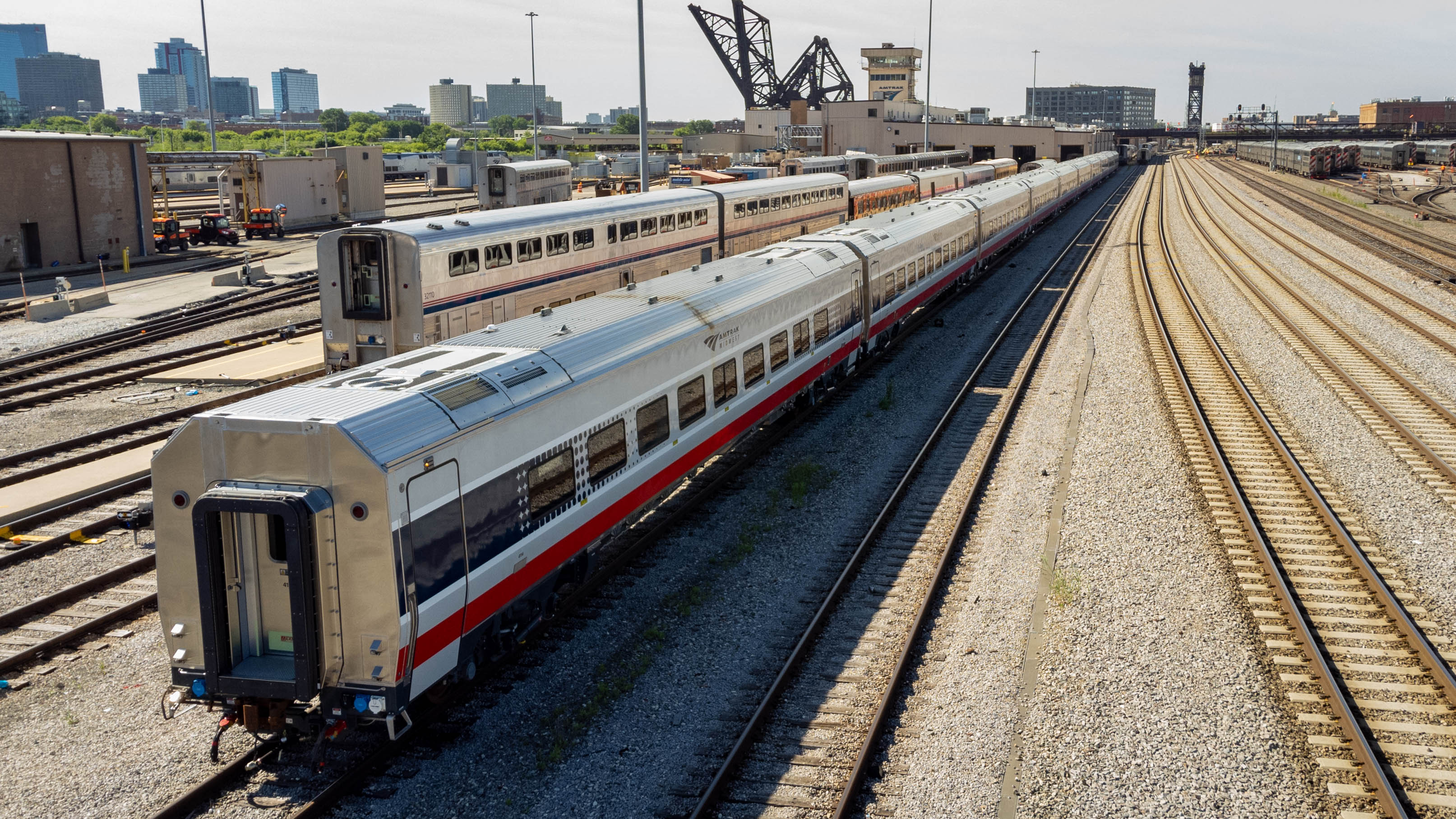
Siemens Venture en Chicago.

En noviembre de 2017, una coalición de estados con rutas de Amtrak respaldadas por el estado ordenó 137 vagones Venture a través de su contratista Sumitomo Corporation. El pedido incluía siete trenes para California y 88 vagones para Illinois, Michigan y Misuri. Los Ventures fueron el segundo pedido de vagones de pasajeros de la coalición; el primer pedido de vagones de pasajeros de dos niveles de próxima generación se canceló después de que el prototipo, construido por el subcontratista de Sumitomo, Nippon Sharyo, no pasara una prueba de resistencia en agosto de 2015. Los primeros tres vagones Venture entraron en pruebas en febrero de 2020. Originalmente, se planeó que ingresaran al servicio de ingresos en julio de 2020, pero se retrasaron y no realizaron su primera corrida hasta el 1 de febrero de 2022, en un tren del Lincoln Service.
El 12 de diciembre de 2018, el operador nacional de servicios ferroviarios de pasajeros de Canadá, Via Rail, anunció que compraría 32 trenes Venture para reemplazar toda la flota utilizada en el corredor Quebec-Windsor. El primer tren se entregó para pruebas en 2021. Se espera que entren en servicio entre 2022 y 2024.
En agosto de 2019, el estado de Wisconsin utilizó una subvención de la Administración Federal de Ferrocarriles para comprar seis vagones Venture y tres vagones de cabina. Los seis vagones se agregarán al grupo de Amtrak Midwest, mientras que los tres vagones cabina se utilizarán exclusivamente para los trenes del Hiawatha Service.
En abril de 2021, Amtrak anunció que solicitará 83 trenes para reemplazar la antigua flota del Amfleet y los vagones de Budd Metroliner. El contrato se firmó en julio de 2021 e incluye 20 años de servicio y soporte posterior a la entrega.

## Operadores
La mayoría de los vagones Siemens Venture (excepto los de Amtrak Midwest) están configurados como conjuntos de trenes acoplados de forma semipermanente con pasarelas abiertas entre los vagones y acopladores estándar en los extremos para conectar el tren a las locomotoras u otros equipos ferroviarios.
| Operador            | Pedidos | Notas                                                                                     |
| ------------------- | ------- | ----------------------------------------------------------------------------------------- |
| Amtrak              | 156     | 26 trenes de seis vagones, incluirán un vagón cabina y un vagón motorizado de catenaria.  |
| Amtrak              | 192     | 24 trenes de ocho vagones, incluirán un vagón cabina y un vagón motorizado con catenaria. |
| Amtrak              | 90      | 15 trenes de seis vagones, incluirán un vagón cabina y un vagón batería.                  |
| Amtrak Cascades     | 48      | 8 trenes de seis vagones, incluirán un vagón cabina.                                      |
| Amtrak Midwest      | 97      | 34 parejas, 26 coches individuales, 3 coches monocabina.                                  |
| Amtrak San Joaquins | 49      | 7 trenes de siete coches, incluirán un coche cabina.                                      |
| Brightline          | 60      | 15 trenes de cuatro coches.                                                               |
| Ontario Northland   | 9       | 3 trenes de tres vagones, incluirán un vagón cabina.                                      |
| Via Rail            | 160     | 32 trenes de cinco vagones, incluirán un vagón cabina.                                    |
| Total               | 861     |                                                                                           |